# Glomerulonefrit
Glomerulonefrit betyder ordagrant "inflammation av glomeruli", men används för allt som drabbar glomeruli i njuren. Insjuknande sker ofta med blod i urinen (hematuri), protein i urinen (proteinuri) liten urinmängd och högt blodtryck. Huvudvärk, trötthet och ökad kvävehalt i blodet, så kallad azotemi, förekommer relativt ofta.
Sjukdomen benämndes förr i tiden Brights sjukdom efter den engelske läkaren Richard Bright (1789-1858).

## Olika glomerulonefritsjukdomar
- Minimal change disease
- Membranös glomerulonefrit
- Akut poststreptokockglomerulonefrit
- Snabbt progredierande glomerulonefrit
- Kronisk glomerulonefrit
- Fibrillär glomerulopati
- IgA-nefrit
- SLE-nefrit

## Njurpåverkan vid systemsjukdomar
- SLE
- Henoch-Schönleins purpura
- Goodpastures syndrom